# Józef Kliś (1946–2020)
Józef Kliś (ur. 4 października 1946, zm. 8 marca 2020) – polski dziennikarz i działacz polityczny, od 2010 redaktor naczelny pisma „Poczta Polska”.

## Życiorys

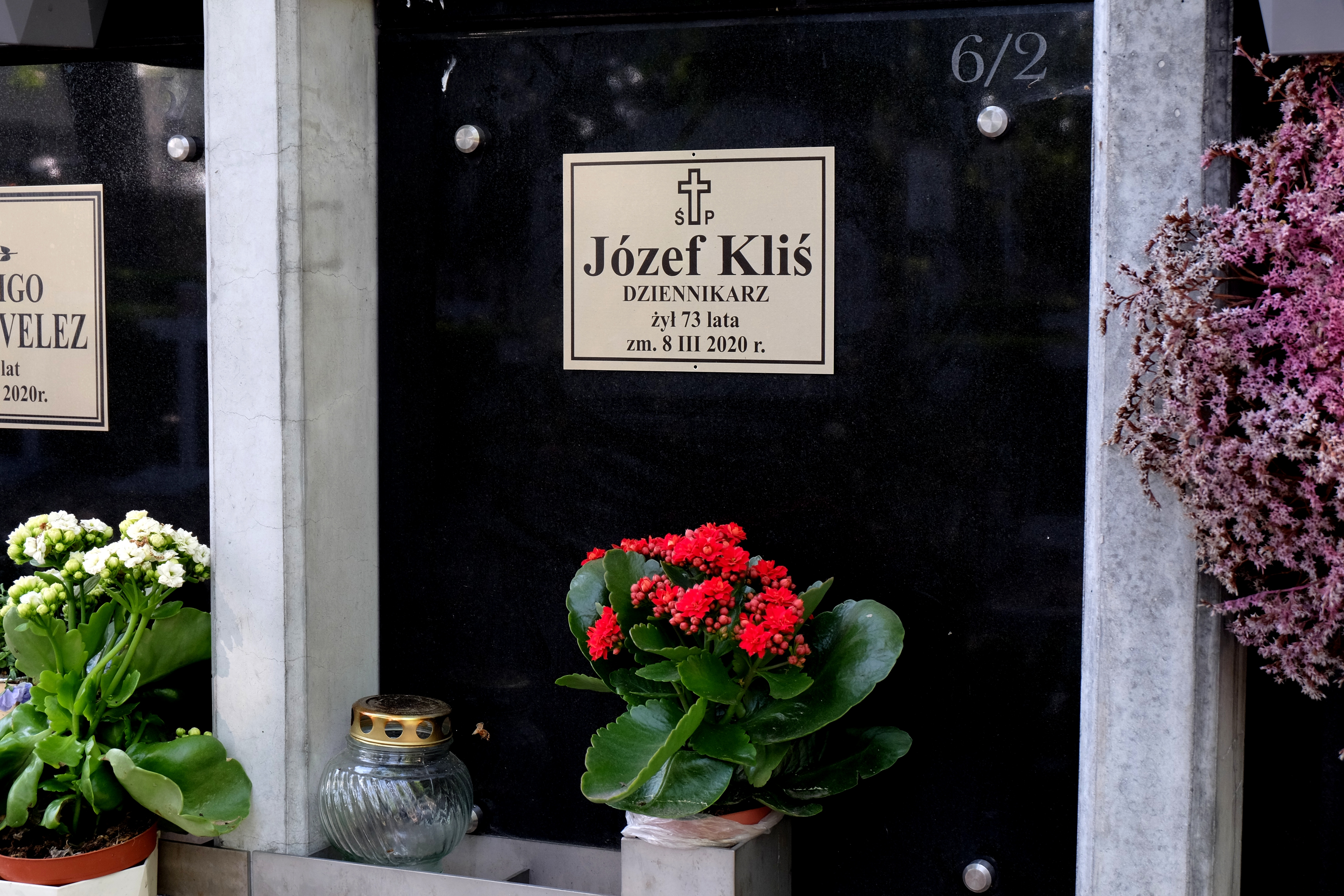
Grób Józefa Klisia na Cmentarzu Wojskowym na Powązkach w Warszawie

Był dziennikarzem pisma „Za i przeciw”, działał jednocześnie w Chrześcijańskim Stowarzyszeniu Społecznym i Unii Chrześcijańsko-Społecznej, zasiadał w Prezydium jej Zarządu Krajowego. Brał udział w obradach okrągłego stołu po stronie koalicyjno-rządowej. Podczas wyborów czerwcowych w 1989 był członkiem Państwowej Komisji Wyborczej z rekomendacji UChS, ubiegał się jednocześnie o mandat posła w okręgu Warszawa-Wola w II turze wyborów w dniu 18 czerwca 1989.
W III RP związany z pismami „Obserwator” i „Poczta Polska”. W 2010 objął funkcję redaktora naczelnego „Poczty Polskiej”.
Został pochowany na Cmentarzu Wojskowym na Powązkach (kwatera:Q kol 1, rząd:2, grób:6).